# Gołębik panamski
Gołębik panamski (Leptotila plumbeiceps battyi) – podgatunek gołębika siwogłowego, średniej wielkości ptaka z rodziny gołębiowatych (Columbidae); przez część ujęć systematycznych uznawany jest za odrębny gatunek. Zamieszkuje endemicznie Panamę. Jest narażony na wyginięcie.

## Systematyka
Gołębik panamski jest taksonem o niepewnej pozycji systematycznej. Część systematyków uznaje go za podgatunek gołębika siwogłowego (L. plumbeiceps). Wielu autorów wydziela z L. plumbeiceps gołębika panamskiego wraz z podgatunkiem malae do odrębnego gatunku; w tym ujęciu systematycznym gołębik panamski nosi nazwę Leptotila battyi i obejmuje dwa podgatunki:
- Leptotila battyi battyi Rothschild, 1901
- Leptotila battyi malae Griscom, 1927

## Zasięg występowania
Gołębik panamski (traktowany jako podgatunek L. p. battyi) jest endemitem wyspy Coiba położonej na południe od kontynentalnej Panamy. Podgatunek malae natomiast zamieszkuje zbocza górskie w Panamie od strony Pacyfiku oraz pobliską wyspę Cébaco.

## Morfologia

### Rozmiary[7]
Samiec
- Długość ciała: 253 mm
- Rozpiętość skrzydeł: 135 mm
- Długość ogona: 83,5 mm
- Skok: 33 mm
- Środkowy palec: ok. 26 mm

Samica
- Długość ciała: 240 mm
- Długość skrzydła: 132 mm
- Długość ogona: 85 mm
- Skok: 30,5 mm
- Środkowy palec: ok. 24 mm

### Masa ciała
Dorosłe osobniki ważą ok. 170 g.

### Wygląd
Gołębik panamski charakteryzuje się szarym upierzeniem górnej części tułowia i białym upierzeniem dolnej części. Skrzydła są koloru brązowego. Końcówki sterówek w ogonie tego ptaka są czarne. Ma czerwone skoki i palce zakończone pazurami.

## Ekologia i zachowanie

### Środowisko
Gołębik panamski preferuje wilgotne lasy równikowe oraz zadrzewione bagna.

### Rozród
Gniazdo
Gniazdo gołębika panamskiego jest najczęściej dziurą w szczelinie skały. Gniazdo budują samiec z samicą. Składa się z kory.
Jaja i młode
Jaja wysiadują oboje rodzice. Młode żywią się jagodami.

### Pożywienie
Gołębik panamski jest roślinożerny i padlinożerny.

### Tryb życia
Gołębik panamski prowadzi dzienny tryb życia.

## Status
Międzynarodowa Unia Ochrony Przyrody (IUCN) uznaje gołębika panamskiego za odrębny gatunek (obejmujący podgatunki battyi i malae); od 2000 roku klasyfikuje go jako gatunek narażony (VU, Vulnerable); wcześniej, od 1994 roku uznawała go za gatunek bliski zagrożenia, a od 1988 roku za gatunek najmniejszej troski. W 2010 roku liczebność populacji na wyspie Coiba szacowano na 50–90 tysięcy osobników. Liczebność populacji na innych wyspach i w kontynentalnej Panamie nie została oszacowana. IUCN wstępnie szacuje całkowitą liczebność populacji (podgatunki battyi i malae) na 50 000–99 999 dorosłych osobników. Trend liczebności populacji uznawany jest za spadkowy. Główne zagrożenia dla gatunku to niszczenie i fragmentacja jego siedlisk oraz polowania dla mięsa.